# بری نیومن
بری نیومن (به انگلیسی: Barry Newman؛ زادهٔ ۷ نوامبر ۱۹۳۰ – درگذشتهٔ ۱۱ مهٔ ۲۰۲۳) یک بازیگر اهل ایالات متحده آمریکا بود.

## گزیده فیلم‌شناسی
آثاری که بری نیومن در آنها به ایفای نقش پرداخته‌است، عبارتند از:
- پریتی بوی فلوید
- نقطه گریز
- خیال‌پردازی
- نور خورشید
- کباب شده
- مردانگی
- بوفینگر
- نصیحت مفید
- خانم مارپل